# دانا وينتر
دانا وينتر (بالإنجليزية: Dana Wynter)‏ هي ممثلة بريطانية وأمريكية، ولدت في 8 يونيو 1931 ببرلين في ألمانيا، وتوفيت في 5 مايو 2011 بأوجي في الولايات المتحدة بسبب قصور القلب.

## أعمال

### أفلام
- (1970) المطار[5][6][7]

## وصلات خارجية
- دانا وينتر على موقع IMDb (الإنجليزية)
- دانا وينتر على موقع ألو سيني (الفرنسية)
- دانا وينتر على موقع أول موفي (الإنجليزية)
- دانا وينتر على موقع قاعدة بيانات برودواي على الإنترنت (الإنجليزية)
- دانا وينتر على موقع قاعدة بيانات الأفلام السويدية (السويدية)
- دانا وينتر على موقع إن إن دي بي (الإنجليزية)
- دانا وينتر على موقع قاعدة بيانات الفيلم (الإنجليزية)
- دانا وينتر على موقع كينوبويسك (الروسية)